# Малый Жомболок
Малый Жомболок — водопад высотой 20-22 м, расположенный на одной из проток реки Жомболок вблизи места её впадения в Оку Саянскую в Окинском районе Бурятии. Первое упоминание о водопаде возникло ещё в XIX веке, тогда эти места посетил географ, русский князь П. А. Кропоткин.
За несколько километров река Жомболок делится на два протока. Основная мощным потоком пронзает базальт и впадает в Оку, не образуя водопадов. Узкая — Бага-Жомболок протекает по равнинной местности залитой застывшей лавой до обрывистого каньона реки Ока, где и образует водопад Малый Жомболок.
У местных жителей водопад — священное место. Наверху расположена беседка-бурхан.
К водопаду можно подъехать на любой легковой машине, это популярное место для экскурсий.
В 2014 году участок вокруг водопада облагородили, сделали ограждение по периметру и смотровые площадки, так же сделали лестницу, позволяющую спуститься к водопаду, площадку под самим водопадом и пару кабинок для переодевания.
Зимой водопад замерзает, образуя мощный сталактит и сталагмит.

## Фотографии

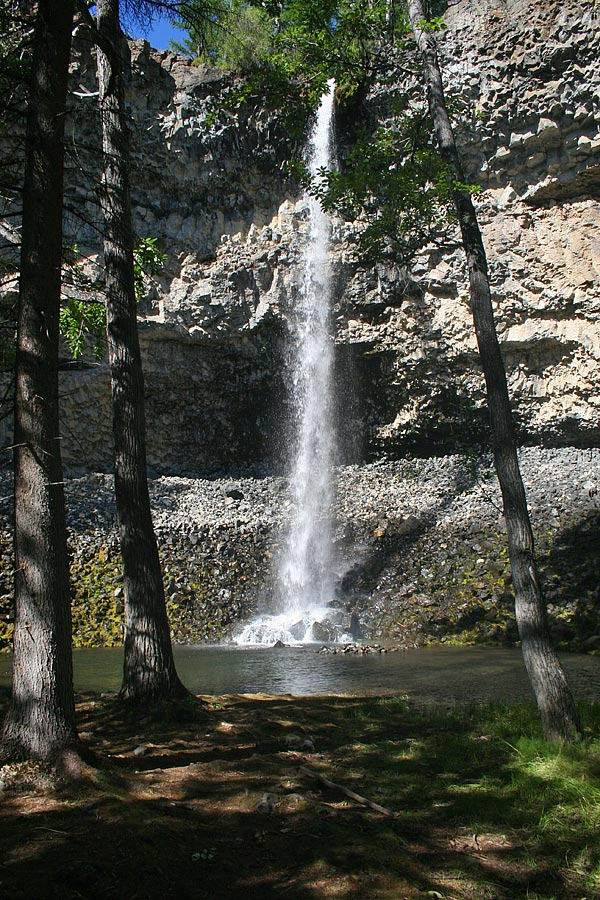
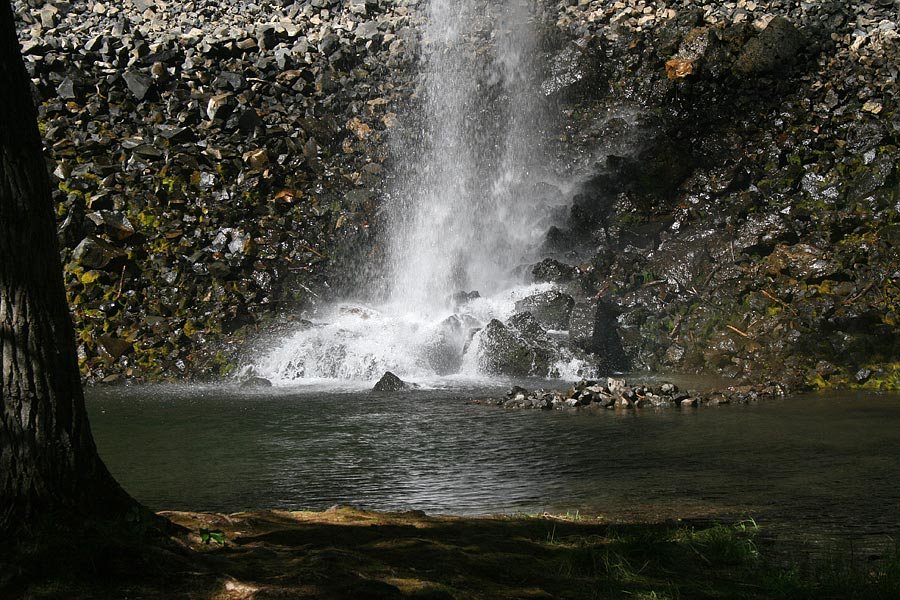
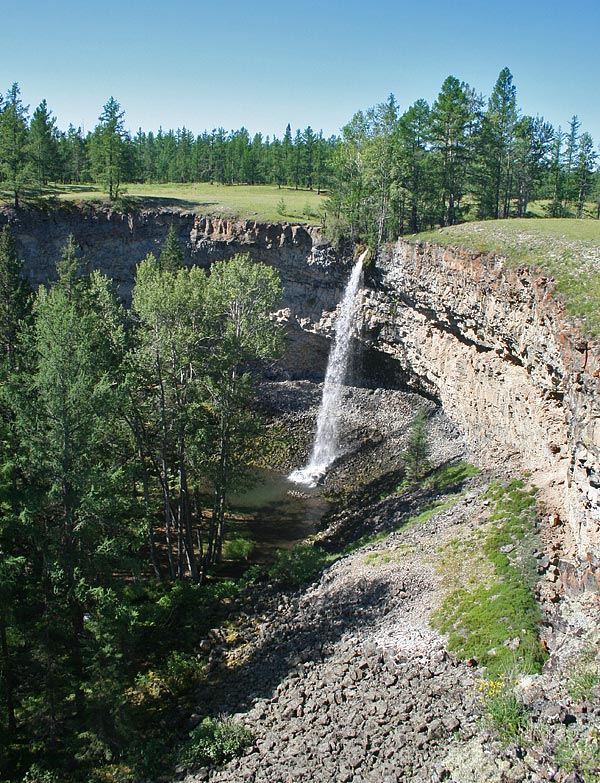
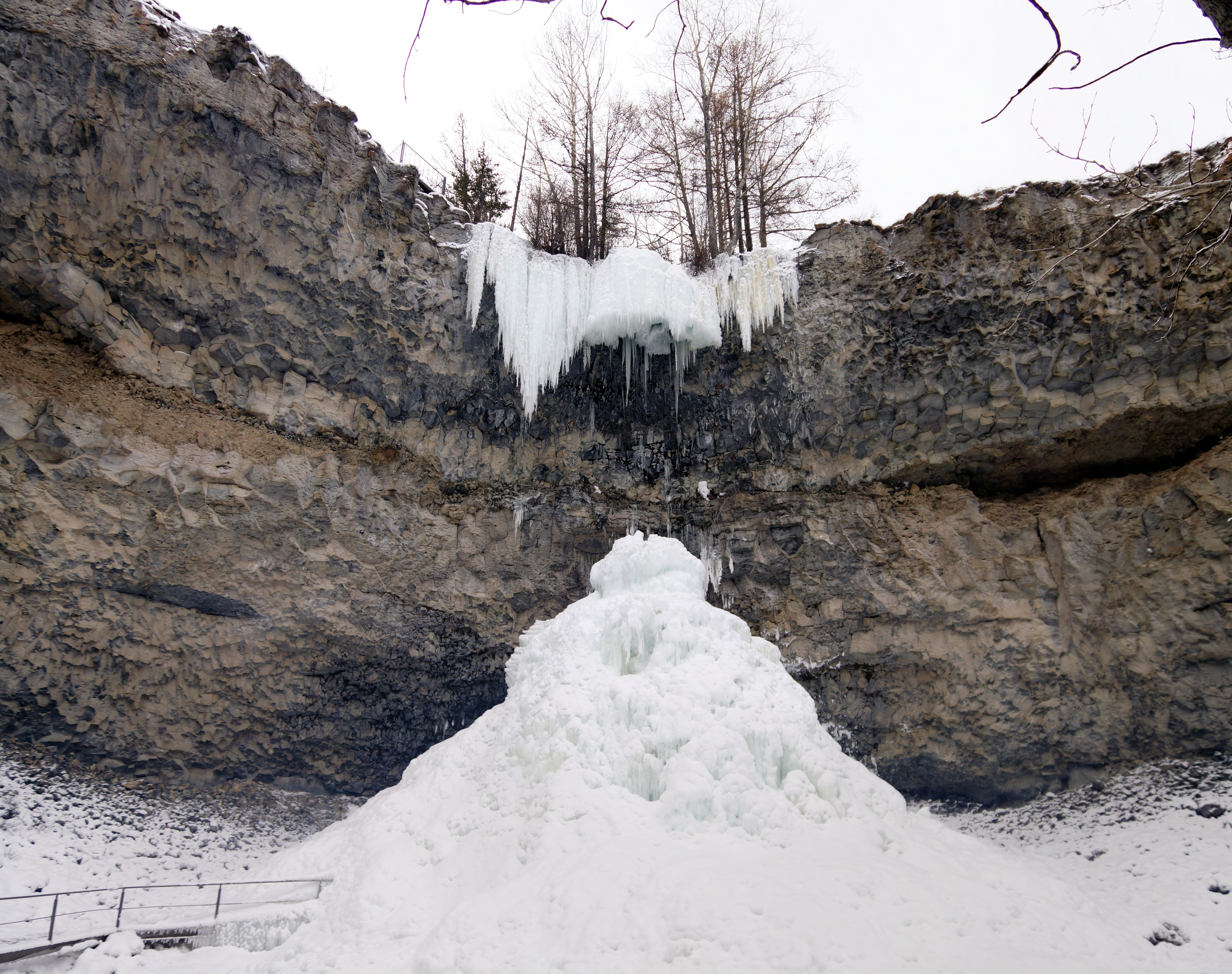
Водопад Малый Жомболок зимой